# 土屋寛直
土屋 寛直（つちや ひろなお）は、常陸土浦藩の第8代藩主。
寛政7年（1795年）9月9日、第7代藩主土屋英直の長男として生まれる。享和3年（1803年）に父が死去したため、家督を継いだ。しかし病弱で、文化7年（1810年）10月15日に死去した。享年16。
継嗣が無いため、寛直はなおも病床で生きているということにして、幕府に進退伺を提出、「病弱で、嗣子もなく領地奉還をしたい」と願い、さらに「養子を認められるなら」という文章を提出したところ、祖先の勲功があったので養子を認められ、水戸藩主徳川治保の三男・拾三郎（土屋彦直）に寛直の養女（実妹、英直の娘）充子を娶わせ、婿養子として迎えた。そして、養子縁組が成立した後の文化8年（1811年）10月2日に死去したと発表している。

## 系譜
父母
- 土屋英直（父）
- 伊達重村の娘（母）

正室
- 松平信明の娘

養子、養女
- 土屋彦直 ー 徳川治保の三男
- 充子 ー 土屋彦直正室、実妹